# Президентские выборы на Украине (2014)
Президентские выборы 2014 года на Украине — шестые (внеочередные) выборы президента Украины; состоялись 25 мая 2014 года. Победу одержал Пётр Порошенко.
Выборы состоялись по решению Верховной рады 25 мая 2014 года, в связи с отстранением ею Виктора Януковича от должности президента.
Решение о переносе выборов, планировавшихся на 2015 год, было принято 22 февраля 2014 года.
Всего в выборах участвовало 23 кандидата. Победу одержал Пётр Порошенко, получивший 54,70 % голосов при явке 59,48 %.
Также эти выборы стали первыми, на которых избранный глава государства одержал победу во всех регионах (не считая АР Крым, де-факто находящейся под контролем РФ; на территории Крыма выборы не проводились).

## Хронология
В соответствии с Конституцией Украины, очередные президентские выборы должны были состояться 29 марта 2015 года.
21 февраля 2014 года, в результате многомесячных антиправительственных протестов, президент Украины Виктор Янукович и представители украинской политической оппозиции в присутствии иностранных политиков (министров иностранных дел Германии (Франк-Вальтер Штайнмайер), Польши (Радослав Сикорский) и руководителя департамента континентальной Европы министерства иностранных дел Французской Республики Эрика Фурнье (фр. Éric Fournier) подписали соглашение об урегулировании политического кризиса. Одним из пунктов этого соглашения было проведение досрочных выборов сразу после принятия новой конституции Украины, но не позднее декабря 2014 года.
22 февраля, после того как действовавший президент Виктор Янукович выехал из Киева, Верховная рада Украины приняла постановление «О самоустранении президента Украины от выполнения конституционных полномочий» и назначила внеочередные президентские выборы на 25 мая 2014 года.
13 апреля украинская Центральная избирательная комиссия признала невозможность образования окружных избирательных комиссий по выборам президента в Крыму и Севастополе.

«Во исполнение требований избирательного закона членом комиссии — куратором соответствующих регионов Украины осуществлены мероприятия, направленные на обеспечение внесения председателю Центральной избирательной комиссии предложений по кандидатурам в состав указанных избирательных комиссий».

В частности, член Комиссии обратился к Председателю Верховной Рады Автономной Республики Крым, председателю Севастопольского городского совета с просьбой до 14 часов 12 апреля 2014 предоставить предложения относительно кандидатур в состав ОИК, которые будут организовывать подготовку и проведение внеочередных выборов президента Украины в территориальных избирательных округах № 1-10, 224, 225.

«Однако соответствующей информации от указанных субъектов не последовало. Следовательно, комиссия своим постановлением признала невозможность образования окружных избирательных комиссий по выборам президента Украины территориальных избирательных округов № 1-10, 224, 225 на внеочередных выборах президента Украины 25 мая 2014.»
— ЦИК

## Итоги голосования
Окончательные данные по явке избирателей, по данным ЦИК Украины:
| Область                   | Ориентировочное кол-во избирателей | Кол-во избирателей, внесённых в списки избирателей на момент окончания голосования | Количество избирателей, получивших избирательные бюллетени на момент окончания голосования | ЯВКА = Активность избирателей на момент окончания голосования | Удельный вес избирателей, получивших избирательные бюллетени на момент окончания голосования среди всех избирателей региона |
| ------------------------- | ---------------------------------- | ---------------------------------------------------------------------------------- | ------------------------------------------------------------------------------------------ | ------------------------------------------------------------- | --- |
| Винницкая область         | 1 275 658                          | 1 280 580                                                                          | 845 774                                                                                    | 66,04 %                                                       | 66,30 % |
| Волынская область         | 775 782                            | 773 824                                                                            | 555 822                                                                                    | 71,82 %                                                       | 71,65 % |
| Днепропетровская область  | 2 638 278                          | 2 636 517                                                                          | 1 462 693                                                                                  | 55,47 %                                                       | 55,44 % |
| Донецкая область          | 3 289 616                          | 688 663                                                                            | 105 857                                                                                    | 15,37 %                                                       | 3,22 % |
| Житомирская область       | 995 150                            | 997 783                                                                            | 658 794                                                                                    | 66,02 %                                                       | 66,20 % |
| Закарпатская область      | 952 167                            | 952 954                                                                            | 486 788                                                                                    | 51,08 %                                                       | 51,12 % |
| Запорожская область       | 1 438 094                          | 1 436 503                                                                          | 734 693                                                                                    | 51,14 %                                                       | 51,09 % |
| Ивано-Франковская область | 1 069 508                          | 1 064 978                                                                          | 787 569                                                                                    | 73,95 %                                                       | 73,64 % |
| Киевская область          | 1 448 013                          | 1 454 938                                                                          | 995 038                                                                                    | 68,39 %                                                       | 68,72 % |
| Кировоградская область    | 772 770                            | 774 964                                                                            | 466 977                                                                                    | 60,25 %                                                       | 60,43 % |
| Луганская область         | 1 771 873                          | 18 105                                                                             | 84 937                                                                                     | 8,94 %                                                        | 4,79 % |
| Львовская область         | 1 958 395                          | 1 960 014                                                                          | 1 532 773                                                                                  | 78,20 %                                                       | 78,27 % |
| Николаевская область      | 915 346                            | 915 713                                                                            | 472 671                                                                                    | 51,61 %                                                       | 51,64 |
| Одесская область          | 1 798 986                          | 1 803 218                                                                          | 829 819                                                                                    | 46,01 %                                                       | 46,13 % |
| Полтавская область        | 1 182 248                          | 1 181 542                                                                          | 764 188                                                                                    | 64,67 %                                                       | 64,64 % |
| Ровенская область         | 866 224                            | 865 848                                                                            | 614 559                                                                                    | 70,97 %                                                       | 70,95 % |
| Сумская область           | 920 858                            | 916 967                                                                            | 570 039                                                                                    | 62,16 %                                                       | 61,90 % |
| Тернопольская область     | 848 549                            | 842 894                                                                            | 645 927                                                                                    | 76,63 %                                                       | 76,12 % |
| Харьковская область       | 2 149 791                          | 2 154 670                                                                          | 1 032 263                                                                                  | 47,90 %                                                       | 48,02 % |
| Херсонская область        | 852 029                            | 855 139                                                                            | 439 732                                                                                    | 51,42 %                                                       | 51,61 % |
| Хмельницкая область       | 1 040 650                          | 1 041 347                                                                          | 724 931                                                                                    | 69,61 %                                                       | 69,66 % |
| Черкасская область        | 1 027 344                          | 1 028 572                                                                          | 673 777                                                                                    | 65,50 %                                                       | 65,58 % |
| Черниговская область      | 866 280                            | 864 826                                                                            | 557 682                                                                                    | 64,48 %                                                       | 64,38 % |
| Черновицкая область       | 698 899                            | 697 459                                                                            | 429 263                                                                                    | 61,54 %                                                       | 61,42 % |
| город Киев                | 2 137 761                          | 2 160 357                                                                          | 1 354 727                                                                                  | 62,70 %                                                       | 63,37 % |
| АР Крым                   | 0                                  | 0                                                                                  | 0                                                                                          | 0 %                                                           | 0 % |
| Украина в целом           | 35 500 913                         | 29 568 375                                                                         | 17 827 293                                                                                 | 60,29 %                                                       | 50,22 % |

Наиболее высокая явка наблюдалась в западных и центральных областях Украины (без восьми юго-восточных областей), где она составила 67,15 %. Самой низкой стала явка жителей шести юго-восточных (без Донецкой и Луганской) областей Украины — 50,72 %. В Донецкой и Луганской областях голосование было ограничено в связи с позицией руководства самопровозглашённых Донецкой Народной Республики и Луганской Народной Республики и идущего с апреля 2014 года вооружённого конфликта на территории этих областей.

## Кандидаты

### Зарегистрированные кандидаты
На сайте ЦИК Украины опубликованы данные о двадцати трёх кандидатах на внеочередных выборах президента Украины 25 мая 2014 года:
| Кандидат в президенты: Карточка кандидата, программа, декларация о доходах | Публичная информация о кандидате |
| -------------------------------------------------------------------------- | --- |
| 1. Богомолец, Ольга Вадимовна укр. Богомолець Ольга Вадимівна              | Украинский врач, общественный деятель, заслуженный врач Украины, доктор медицинских наук, профессор Киевского национального медицинского университета им. Богомольца. Основатель и главный врач Института дерматологии и косметологии, координатор Европейской ассоциации лазерной дерматологии в Восточной Европе, член Американской академии дерматологии, Европейской академии дерматовенерологии, Нью-Йоркской академии наук. С декабря 2004 года по октябрь 2005 года была личным врачом президента Украины Виктора Ющенко. Принимала активное участие в медицинском обеспечении киевского Евромайдана во время Политического кризиса на Украине в 2013—2014 годах. Коллегами-медиками признана моральным лидером Медицинской сотни. При формировании «Правительства победителей» 26 февраля 2014 года отказалась занять должность вице-премьера по гуманитарным вопросам. Документы в ЦИК Украины для регистрации кандидатом в президенты Украины на внеочередных выборах подала 27 марта. 28 марта 2014 года началась кампания по сбору средств на денежный залог кандидата в президенты Украины Ольги Богомолец. Менее чем через 24 часа после начала сбора на счету уже была необходимая сумма (2,5 млн гривен). Список людей, внесших средства на счёт, обнародован на персональном сайте Ольги Богомолец. Так же, на персональном сайте, размещена программа кандидата в президенты и материалы её пресс-службы. Самовыдвиженец. Поддержка кандидата: - Социалистическая партия Украины |
| 2. Бойко, Юрий Анатольевич укр. Бойко Юрій Анатолійович                    | Лидер Республиканской партии Украины (2005—2007). Первый заместитель министра топлива и энергетики Украины в 2003—2005 годах, глава правления НАК «Нафтогаз Украины» в 2002—2005 годах, народный депутат Украины VI созыва. Министр топлива и энергетики Украины в 2006—2007 и 2010 годах, министр энергетики и угольной промышленности Украины в 2010—2012 годах, вице-премьер-министр Украины в 2012—2014 годах. 27 марта 2014 года зарегистрирован как кандидат на пост президента Украины. Не получил поддержки на прошедшем съезде Партии регионов, 7 апреля 2014 был исключён из Партии регионов. Самовыдвиженец. |
| 3. Гриненко, Андрей Валерьевич укр. Гриненко Андрій Валерійович            | Беспартийный. Предприниматель из Харькова. |
| 4. Гриценко, Анатолий Степанович укр. Гриценко Анатолій Степанович         | Лидер партии «Гражданская позиция», министр обороны Украины в 2005—2007 годах, народный депутат Украины VI и VII созывов. 29 марта 2014 года съезд партии «Гражданская позиция» выдвинул Анатолия Гриценко кандидатом в президенты Украины. Поддержка кандидата: - Политическая партия «Гражданская позиция» |
| 5. Добкин, Михаил Маркович укр. Добкін Михайло Маркович                    | Сопредседатель Всеукраинского общественного союза «Украинский фронт», председатель Харьковской областной организации Партии регионов, народный депутат Украины IV созыва, председатель Харьковской областной государственной администрации в 2010—2014 годах, городской голова Харькова в 2006—2010 годах. Кандидат юридических наук. С 27 февраля 2014 года СБУ в отношении Михаила Добкина ведётся расследование по части 2 статьи 110 Уголовного кодекса Украины «Посягательство на территориальную целостность и неприкосновенность Украины, совершённое представителем власти». 10 марта он был арестован и помещён в следственный изолятор. С 11 марта находится под «частичным» домашним арестом сроком на два месяца. 3 марта суд изменил меру пресечения Михаилу Добкину с домашнего ареста на личное обязательство. 24 февраля 2014 года заявил о том, что будет баллотироваться в президенты на ближайших выборах. 28 марта 2014 года зарегистрирован как кандидат на пост президента Украины. В тот же день его кандидатуру поддержали представители 21 парторганизации Партии регионов, кроме запорожской и кировоградской. Состоявшийся 29 марта 2014 года съезд Партии регионов проголосовал за выдвижение Михаила Добкина как единого кандидата в президенты Украины от Партии регионов. За его кандидатуру проголосовало 315 делегатов. Поддержка кандидата: - Партия регионов |
| 6. Клименко, Александр Иванович укр. Клименко Олександр Іванович           | Лидер Украинской народной партии, народный депутат Украины VI созыва. 29 марта 2014 года XVI внеочередной съезд Украинской народной партии выдвинул Александра Клименко кандидатом в президенты Украины. Поддержка кандидата: - Украинская народная партия |
| 7. Коновалюк, Валерий Ильич укр. Коновалюк Валерій Ілліч                   | Генеральный директор ООО «Центр антикризисных программ», народный депутат Украины II, III и VI созывов, председатель партии «Трудовая Украина» в 2005—2007 годах. 27 марта 2014 года Валерий Коновалюк подал в Центральную избирательную комиссию документы для регистрации кандидатом на президентских выборах. 30 марта 2014 года зарегистрирован как кандидат на пост президента Украины. Самовыдвиженец. |
| 8. Кузьмин, Ренат Равельевич укр. Кузьмін Ренат Равелійович                | Член коллегии Генеральной прокуратуры Украины, Высшего совета юстиции Украины, Национального антикоррупционного комитета Украины, рабочей группы по реформированию прокуратуры и адвокатуры и рабочей группы по реформированию криминального судопроизводства, заместитель секретаря Совета национальной безопасности и обороны Украины в 2013—2014 годах, первый заместитель Генерального прокурора Украины в 2010—2013 годах, заместитель Генерального прокурора Украины в 2006—2010 годах, прокурор Киева в 2003 году. Доктор юридических наук. 17 марта 2014 года зарегистрирован как кандидат на пост президента Украины. Самовыдвиженец. |
| 9. Куйбида, Василий Степанович укр. Куйбіда Василь Степанович              | Председатель Народного руха Украины, министр регионального развития и строительства Украины в 2007—2010 годах, городской голова Львова в 1994—2002 годах, народный депутат Украины III, V, VI созывов. Кандидат физико-математических наук, кандидат юридических наук, доктор наук государственного управления, профессор. 23 марта 2014 года — львовская и 24 марта — тернопольская областная организация Народного руха Украины выдвинули Василия Куйбиду кандидатом в президенты Украины. Зарегистрирован кандидатом в президенты 2 апреля 2014 года. Поддержка кандидата: - Народный рух Украины - Республиканская христианская партия |
| 10. Ляшко, Олег Валерьевич укр. Ляшко Олег Валерійович                     | Лидер Радикальной партии Олега Ляшко, народный депутат Украины V, VI, VII созывов. 25 июля 2013 года заявил о своем желании участвовать в президентских выборах 2015 года в телеинтервью. 25 февраля 2014 года подтвердил своё участие в досрочных выборах президента в 2014 году. 5 марта 2014 года V внеочередной съезд Радикальной партии выдвинул Олега Ляшко кандидатом в президенты. Поддержка кандидата: - Радикальная партия Олега Ляшко |
| 11. Маломуж, Николай Григорьевич укр. Маломуж Микола Григорович            | Председатель Службы внешней разведки Украины в 2005—2010 годах, внештатный советник президента Украины в 2010—2014 годах. 28 марта 2014 года Николай Маломуж подал документы для регистрации кандидатом в президенты. |
| 12. Порошенко, Пётр Алексеевич укр. Порошенко Петро Олексійович            | Министр экономического развития и торговли Украины в 2012 году, министр иностранных дел Украины в 2009—2010 годах, секретарь Совета национальной безопасности и обороны Украины в 2005 году, председатель совета Национального банка Украины в 2007—2012 годах, народный депутат Украины III, IV, V и VII созывов, председатель партии «Солидарность» в 2001—2013 годах. Кандидат юридических наук. 28 марта 2014 года Порошенко заявил о намерении баллотироваться в президенты. 29 марта в его пользу отказался от участия в президентской кампании Виталий Кличко, а XI съезд партии «УДАР Виталия Кличко» принял решение поддержать кандидатуру Порошенко на президентских выборах. В тот же день он был зарегистрирован как кандидат на пост президента Украины. Поддержка кандидата: - Виталий Кличко и его партия — УДАР (Украинский демократический альянс за реформы) Виталия Кличко - Всеукраинская ассоциация ветеранов Афганистана - Общество венгерской культуры Закарпатья - Юрий Луценко — лидер общественного движения «Третья Украинская республика» - С заявлением о его поддержке выступал Дмитрий Фирташ |
| 13. Рабинович, Вадим Зиновьевич укр. Рабінович Вадим Зіновійович           | Глава Всеукраинского еврейского конгресса. 28 марта 2014 года зарегистрирован как кандидат на пост президента Украины. Самовыдвиженец. |
| 14. Саранов, Владимир Георгиевич укр. Саранов Володимир Георгійович        | Генеральный директор ООО «Интерагроэкспорт». Беспартийный. 30 марта 2014 года зарегистрирован как кандидат на пост президента Украины. Самовыдвиженец. |
| 15. Симоненко, Пётр Николаевич укр. Симоненко Петро Миколайович            | Первый секретарь Центрального Комитета Коммунистической партии Украины, руководитель фракции КПУ в Верховной раде Украины, народный депутат Украины II, III, IV, V, VI и VII созывов. 25 марта 2014 года состоялся 47-й внеочередной съезд КПУ, на котором была выдвинута кандидатура Петра Симоненко на пост президента Украины. 17 мая заявил о снятии своей кандидатуры с выборов президента Украины, однако согласно законодательству, срок снятия кандидатур в президенты истёк. Поддержка кандидата: - Коммунистическая партия Украины |
| 16. Тимошенко, Юлия Владимировна укр. Тимошенко Юлія Володимирівна         | Председатель Объединённой оппозиции «Батькивщина», премьер-министр Украины в 2005 и 2007—2010 годах, вице-премьер-министр Украины по ТЭК в 1999—2001 годах, народный депутат Украины II, III, IV, V, VI созывов, лидер Блока Юлии Тимошенко в 2001—2012 годах. Кандидат экономических наук. 11 октября 2011 года была приговорена к семи годам тюремного заключения с последующим трёхлетним запретом занимать государственные должности. Значительной частью международного политикума данный приговор был расценен как политический, Европейский суд по правам человека квалифицировал содержание данного политика под стражей как «произвол». 14 июня 2013 года Юлия Тимошенко была объявлена единым кандидатом на пост президента Украины от Объединённой оппозиции «Батькивщина». При этом Тимошенко выступила против выдвижения единого кандидата от всех оппозиционных сил в первом туре, заявив, что кандидаты должны «пройти народный праймериз в первом туре президентских выборов». 22 февраля 2014 года Верховная рада Украины проголосовала за постановление № 4166 «О выполнении международных обязательств Украины относительно освобождения Юлии Тимошенко». За соответствующее решение проголосовали 322 народных депутата. Данное постановление вводит в действие закон № 2023 «О внесении изменений в Уголовный и Уголовно-процессуальный кодексы Украины относительно имплементации национального законодательства положениям статьи 19 Конвенции ООН против коррупции», который Верховная рада приняла 21 февраля 2014 года. 22 февраля 2014 года Юлия Тимошенко вышла на свободу, покинув клиническую больницу Укрзализныци в Харькове, при этом подтвердив, что собирается участвовать в досрочных выборах 2014 года. 29 марта 2014 года XII съезд Всеукраинского объединения «Батькивщина» выдвинул Тимошенко кандидатом в президенты Украины, в тот же день она была зарегистрирована как кандидат на пост президента Украины. Поддержка кандидата: - Всеукраинское объединение «Батькивщина» - Арсений Яценюк — премьер-министр Украины, председатель политического совета Всеукраинского объединения «Батькивщина» |
| 17. Тигипко, Сергей Леонидович укр. Тігіпко Сергій Леонідович              | Вице-премьер-министр Украины в 1997—1999 и в 2010—2012 годах, министр социальной политики Украины в 2010—2012 годах, министр экономики Украины в 1999—2000 годах, председатель Национального банка Украины в 2002—2004 годах, народный депутат Украины III, IV, VII созывов, заместитель председателя Партии регионов в 2012—2014 годах, председатель партии «Сильная Украина» в 2009—2012 годах. Кандидат экономических наук. 28 марта 2014 года зарегистрирован как кандидат на пост президента Украины. Не получил поддержки на прошедшем съезде Партии регионов, а 7 апреля 2014 был исключен из Партии регионов. Самовыдвиженец. Поддержка кандидата: - Кировоградская областная организация Партии регионов - Ровненская областная организация Партии регионов |
| 18. Тягнибок, Олег Ярославович укр. Тягнибок Олег Ярославович              | Председатель Всеукраинского объединения «Свобода» и его фракции в парламенте, народный депутат Украины III, IV, VII созывов. 29 марта 2014 года XXVIII съезд Всеукраинского объединения «Свобода» выдвинул Олега Тягнибока кандидатом на пост президента Украины. Поддержка кандидата: - Всеукраинское объединение «Свобода» |
| 19. Цушко, Василий Петрович укр. Цушко Василь Петрович                     | Председатель Антимонопольного комитета Украины в 2010—2014 годах, министр экономики Украины в 2010 году, министр внутренних дел Украины в 2006—2007 годах, председатель Одесской областной государственной администрации в 2005—2006 годах, народный депутат Украины II, III, IV, V созывов, председатель Социалистической партии Украины в 2010—2011 годах. Документы, на регистрацию кандидатами на пост президента в Центральную избирательную комиссию, Василий Цушко подал 30 марта 2014 года. |
| 20. Шкиряк, Зорян Несторович укр. Шкіряк Зорян Несторович                  | Депутат Киевского городского совета V созыва, лидер Гражданского объединения «Новый Киев». Документы, на регистрацию кандидатами на пост президента в Центральную избирательную комиссию, Зорян Шкиряк подал 30 марта 2014 года. Зарегистрирован кандидатом в президенты 2 апреля 2014 года. |
| 21. Ярош, Дмитрий Анатольевич укр. Ярош Дмитро Анатолійович                | Председатель Центрального провода Тризуб Всеукраинской организации «Тризуб» имени Степана Бандеры и лидер общественной организации «Правый сектор». 8 марта 2014 года Дмитрий Ярош заявил, что будет баллотироваться в президенты на ближайших выборах. Зарегистрирован кандидатом в президенты 1 апреля 2014 года. Самовыдвиженец. Поддержка кандидата: - политическая партия «Правый сектор» |

### Сняли свою кандидатуру
| Кандидат в президенты: Карточка кандидата, программа, декларация о доходах | Публичная информация о кандидате |
| -------------------------------------------------------------------------- | --- |
| Королевская, Наталия Юрьевна укр. Королевська Наталія Юріївна              | Лидер партии «Украина — Вперёд!», министр социальной политики Украины в 2012—2014 годах, народный депутат Украины V и VI созывов. 29 марта 2014 года Наталья Королевская подала в Центральную избирательную комиссию документы для регистрации кандидатом на пост президента. 30 апреля 2014 года заявила о снятии своей кандидатуры. 1 мая 2014 года подала заявление в Центральную избирательную комиссию с просьбой снять её кандидатуру с президентских выборов. 2 мая снята Центральной избирательной комиссией с выборов. |
| Царёв, Олег Анатольевич укр. Царьов Олег Анатолійович                      | Председатель Антифашистского форума Украины, народный депутат Украины IV, V, VI и VII созывов, заместитель председателя парламентской фракции Партии регионов в 2012—2014 годах. 28 марта 2014 года подал документы в Центральную избирательную комиссию Украины для регистрации кандидатом в президенты Украины. Он подал в ЦИК полный пакет документов, в том числе о внесении залога в размере 2,5 млн гривен. Не получил поддержки на прошедшем съезде Партии регионов, 7 апреля 2014 был исключен из Партии регионов. Самовыдвиженец. 29 апреля 2014 года заявил о снятии своей кандидатуры. 1 мая подал заявление в Центральную избирательную комиссию с просьбой снять его кандидатуру с президентских выборов. 2 мая снят Центральной избирательной комиссией с выборов. |

### Отказано в регистрации
Избирательная комиссия отказала в регистрации нескольким кандидатам.
| Кандидат в президенты: Карточка кандидата, программа, декларация о доходах | Публичная информация о кандидате |
| -------------------------------------------------------------------------- | --- |
| Вейдер, Дарт Алексеевич                                                    | Дарт Вейдер, наряженный под знаменитого персонажа из «Звёздных войн», первый заместитель председателя Интернет партии Украины, подал документы для регистрации кандидатом в президенты страны. Залог в 2,5 миллиона гривен был внесён через ООО «Темная сторона силы». При регистрации Дарт Вейдер предъявил украинский паспорт с этим именем. Ранее кандидата звали Виктор Шевченко; имя было официально им сменено 19 марта 2014 года. Комиссия отказала в регистрации кандидата по причине грубых нарушений в оформлении документов, а также в связи с тем, что такая кандидатура приведёт к «унижению украинского общества, дискредитации Украины в глазах международной общественности и нивелированию поста президента Украины». |
| Евгения Терехова                                                           | Евгении Тереховой было отказано в регистрации из-за несоответствия анкетных данных в регистрации, а также ошибочного денежного залога (Терехова внесла две с половиной гривны вместо 2,5 миллионов гривен). |
| Юрий Иваницкий                                                             | Юрию Иваницкому было отказано в регистрации в связи с тем, что им не был внесён залог. Кроме того, у него были неправильно оформлены документы, в частности, декларация о доходах. |

## СМИ
Для освещения подготовки и хода выборов аккредитованы следующие ведущие украинские и международные СМИ:
- печатные издания: 13 (Украина),
- информационные агентства: 12 (Украина), 2 — «ИТАР-ТАСС в Украине» и «Международное агентство видеоинформации „RUPTLY“» (Россия), 1 — «ДПА» (Германия),
- радиокомпания укр. «Всесвітня служба радіомовлення України» (Украина),
- телерадиокомпании: 6 (Украина), 2 — «Мир» и «ОАО ТРК „Петербург“ (5 канал)» (Россия), 2 — «TBS» и «Московское бюро телерадиовещательной корпорации „NHK“» (Япония), 1 — «Киевская студия немецкой телерадиокорпорации „АРД“» (Германия),
- телекомпании: 9 (Украина), 1 — «Телеканал „ОНТ“» (Беларусь), 1 — «Телекомпания „ТВ Центр“» (Россия), 1 — «телеканал „112 УКРАИНА“» (Венгрия), 1 — «Московское бюро Первого канала телевидения Германии „АРД“» (Германия)
- интернет издания: 2 — (Украина) «INTV» и «Сегодня.ua».

## Наблюдатели
Общее количество зарегистрированных международных наблюдателей составило 3607 человек: 3325 человек от международных организаций и 282 человека от иностранных государств.
В мониторинге выборов участвуют наблюдатели следующих международных организаций:
- Организация по безопасности и сотрудничеству в Европе (ОБСЕ)
- Парламентская ассамблея Совета Европы (ПАСЕ)[156]
- Организация черноморского экономического сотрудничества (ОЧЭС)
- Европейская платформа за демократические выборы (ЕПДВ)
- Канадская миссия наблюдения за выборами (CANEOM)
- Всемирный конгресс украинцев
- Европейская платформа за демократические выборы (EPDE)[157]

## Социологические опросы

### Социологические опросы до февраля 2014 года
| Дата                         | Опрос                      | Янукович        | Тимошенко        | Кличко | Яценюк           | Тягнибок     | Симоненко | Порошенко    | Гриценко              | Не определились | Против всех |
| Дата                         | Опрос                      | Партия регионов | ВО «Батькивщина» | «УДАР» | ВО «Батькивщина» | ВО «Свобода» | КПУ       | Беспартийный | «Гражданская позиция» | Не определились | Против всех |
| ---------------------------- | -------------------------- | --------------- | ---------------- | ------ | ---------------- | ------------ | --------- | ------------ | --------------------- | --------------- | ----------- |
| 17 января 2010 года          | Президентские выборы, 2010 | 35,3 %          | 25,1 %           | —      | 7,0 %            | 1,4 %        | 3,5 %     | —            | 1,2 %                 | —               | 2,0 %       |
| 21 — 24 декабря 2012         | Центр Разумкова            | 22,9 %          | 13,1 %           | 11,7 % | 7,7 %            | 5,2 %        | 6,2 %     | —            | 1,5 %                 | 18,2 %          | —           |
| февраль 2013                 | Рейтинг                    | 18,5 %          | 11,2 %           | 11,7 % | 5,9 %            | 6,5 %        | 6,1 %     | 1,0 %        | 1,4 %                 | 12,2 %          | 3,6 %       |
| 6 — 12 марта 2013            | КМИС                       | 21,2 %          | 11,4 %           | 14,4 % | 7,1 %            | 5,4 %        | 5,0 %     | —            | 1,4 %                 | 17,3 %          | —           |
| 20 — 25 апреля 2013          | Центр Разумкова            | 18,3 %          | 10,4 %           | 13,5 % | 6,4 %            | 4,6 %        | 5,4 %     | 2,6 %        | 2,3 %                 | 11,9 %          | 7,8 %       |
| 17 — 22 мая 2013             | Центр Разумкова            | 17,6 %          | 12,2 %           | 12,0 % | 6,3 %            | 4,7 %        | 5,4 %     | —            | 1,0 %                 | 13,3 %          | 6,6 %       |
| 21 — 30 мая 2013             | КМИС                       | 14,3 %          | —                | 15,9 % | 9,5 %            | 5,8 %        | 3,7 %     | —            | —                     | 15,8 %          | 18,1 %      |
| 21 мая — 3 июня 2013         | СОЦИС                      | 18,1 %          | —                | 16,2 % | 9,7 %            | 5,5 %        | 5,2 %     | 4,1 %        | —                     | 19,0 %          | —           |
| 25 июля — 4 августа 2013     | R&B Group                  | 18,9 %          | 10,6 %           | 14,9 % | 6,0 %            | 4,7 %        | 5,4 %     | 4,2 %        | —                     | 11,4 %          | 12,6 %      |
| 15 — 25 сентября 2013        | R&B Group                  | 20,8 %          | 10,9 %           | 11,7 % | 6,3 %            | 3,1 %        | 4,9 %     | 3,2 %        | —                     | 16,6 %          | 7,9 %       |
| 30 сентября — 8 октября 2013 | Центр Разумкова            | 19,0 %          | 13,2 %           | 15,5 % | 5,6 %            | 3,6 %        | 5,9 %     | 3,8 %        | 1,3 %                 | 9,9 %           | 5,7 %       |
| октябрь 2013                 | Рейтинг                    | 18,2 %          | 15,4 %           | 15,2 % | —                | 4,6 %        | 5,4 %     | 1,8 %        | 1,0 %                 | 12,8 %          | 5,4 %       |
| 9 — 20 ноября 2013           | Рейтинг                    | 16,7 %          | —                | 16,4 % | 8,0 %            | 3,6 %        | 5,9 %     | —            | 1,7 %                 | 17,8 %          | 10,9 %      |
| 7 — 17 декабря 2013          | СОЦИС                      | 20,1 %          | 16,6 %           | 16,2 % | —                | 3,9 %        | 4,5 %     | 5,7 %        | —                     | 13,9 %          | —           |
| 20 — 24 декабря 2013         | Центр Разумкова            | 26,1 %          | 11,4 %           | 16,8 % | 5,3 %            | 4,6 %        | 3,7 %     | 7,6 %        | —                     | 7,7 %           | 2,7 %       |
| 23 — 27 декабря 2013         | R&B Group                  | 25,1 %          | 7,8 %            | 13,9 % | 5,1 %            | 4,0 %        | 3,8 %     | 7,7 %        | —                     | 14,6 %          | 8,5 %       |
| 17 — 26 января 2014          | СОЦИС                      | 20,4 %          | 14,4 %           | 14,8 % | —                | 3,2 %        | 4,0 %     | 9,0 %        | —                     | 14,4 %          | —           |
| 16 — 30 января 2014          | СОЦИОПОЛИС                 | 18,4 %          | —                | 17,6 % | 4,1 %            | 2,9 %        | 3,9 %     | 9,5 %        | 1,9 %                 | 16,9 %          | 10,0 %      |
| 24 января — 1 февраля 2014   | КМИС/СОЦИС                 | 20,8 %          | 13,9 %           | 16,1 % | —                | 2,0 %        | 3,3 %     | 11,2 %       | —                     | 15,8 %          | —           |

### Социологические опросы после февраля 2014 года
| Дата                      | Опрос                                    | Тигипко         | Тимошенко        | Кличко | Тягнибок     | Симоненко | Порошенко    | Гриценко              | Добкин          | Ляшко              | Ярош            | н/о    | Против всех |
| Дата                      | Опрос                                    | Сильная Украина | ВО «Батькивщина» | «УДАР» | ВО «Свобода» | КПУ       | Беспартийный | «Гражданская позиция» | Партия регионов | Радикальная партия | «Правый сектор» | н/о    | Против всех |
| ------------------------- | ---------------------------------------- | --------------- | ---------------- | ------ | ------------ | --------- | ------------ | --------------------- | --------------- | ------------------ | --------------- | ------ | ----------- |
| 17 января 2010 года       | Президентские выборы, 2010               | 13,1 %          | 25,1 %           | —      | 1,4 %        | 3,5 %     | —            | 1,2 %                 | —               | —                  | —               | —      | 2,0 %       |
| 28 февраля — 3 марта 2014 | КМИС                                     | 8,0 %           | 8,4 %            | 12,1 % | 1,7 %        | 5,0 %     | 19,8 %       | 4,6 %                 | —               | —                  | —               | 17,7 % | 17,6 %      |
| 25 февраля — 4 марта 2014 | СОЦИС                                    | 7,1 %           | 9,7 %            | 14,6 % | 2,5 %        | 5,0 %     | 21,2 %       | —                     | —               | —                  | 1,6 %           | 18,2 % | —           |
| 1 — 6 марта 2014          | Социальный мониторинг                    | 11,4 %          | 15,5 %           | 14,2 % | 3,7 %        | 6,4 %     | 13,7 %       | —                     | —               | 3,0 %              | —               | 16,7 % | —           |
| 5 — 10 марта 2014         | Центр Разумкова                          | 9,0 %           | 13,1 %           | 14,8 % | 3,1 %        | 5,5 %     | 26,2 %       | —                     | 2,2 %           | 4,2 %              | 1,4 %           | —      | —           |
| 14 — 19 марта 2014        | СОЦИС                                    | 7,3 %           | 8,2 %            | 8,9 %  | 1,7 %        | 3,6 %     | 24,9 %       | 3,2 %                 | 4,2 %           | 3,5 %              | 0,9 %           | 14,1 % | 9,7 %       |
| 14 — 26 марта 2014        | International Republican Institute (США) | 6,0 %           | 11,0 %           | 10,0 % | 3,0 %        | 3,0 %     | 21,0 %       | 3,0 %                 | 3,0 %           | —                  | —               | 13,0 % | 8,0 %       |
| 22 марта — 1 апреля 2014  | Research& Branding Group                 | 6,3 %           | 10,1 %           | 7,8 %  | 1,3 %        | 2,9 %     | 24,2 %       | 3,0 %                 | 3,3 %           | 3,0 %              | —               | —      | —           |

### Социологические опросы после регистрации кандидатов
| Дата                                                                | Опрос                                   | Тигипко         | Тимошенко        | Тягнибок     | Симоненко | Порошенко    | Гриценко              | Добкин          | Ляшко              | Богомолец    | Ярош            | н/о    | Против всех |
| Дата                                                                | Опрос                                   | Сильная Украина | ВО «Батькивщина» | ВО «Свобода» | КПУ       | Беспартийный | «Гражданская позиция» | Партия регионов | Радикальная партия | Беспартийная | «Правый сектор» | н/о    | Против всех |
| ------------------------------------------------------------------- | --------------------------------------- | --------------- | ---------------- | ------------ | --------- | ------------ | --------------------- | --------------- | ------------------ | ------------ | --------------- | ------ | ----------- |
| 30 марта 2014                                                       | Передовые Правовые Инициативы           | 17,9 %          | 11,6 %           | 3,3 %        | 3,2 %     | 38,3 %       | 1,7 %                 | 1,1 %           | 2,3 %              | 2,5 %        | 1,3 %           | 17,7 % | 5,1 %       |
| 28 марта — 2 апреля 2014                                            | Центр Разумкова                         | 6,1 %           | 13,0 %           | 1,6 %        | 3,2 %     | 28,2 %       | 3,0 %                 | 3,6 %           | 3,7 %              | 3,7 %        | 1,2 %           | —      | —           |
| 3 — 12 апреля 2014                                                  | «Рейтинг»                               | 6,0 %           | 13,0 %           | 3,0 %        | 4,0 %     | 29,0 %       | 3,0 %                 | 5,0 %           | 4,0 %              | 3,0 %        | 1,0 %           | 12,0 % | 3,0 %       |
| 9 — 16 апреля 2014                                                  | СОЦИС, КМИС, «Рейтинг», Центр Разумкова | 5,1 %           | 9,5 %            | 1,4 %        | 4,0 %     | 32,9 %       | 3,4 %                 | 4,2 %           | 3,2 %              | 2,5 %        | 0,7 %           | 22,0 % | 9,0 %       |
| 25 — 29 апреля 2014 Архивная копия от 6 мая 2014 на Wayback Machine | Центр Разумкова                         | 4,9 %           | 10,0 %           | 1,2 %        | 4,1 %     | 33,3 %       | 4,0 %                 | 3,4 %           | 3,7 %              | 3,0 %        | 0,7 %           | 11,0 % | —           |
| 25 — 30 апреля 2014                                                 | «Рейтинг»                               | 5,7 %           | 11,1 %           | 2,2 %        | 3,1 %     | 34,3 %       | 3,6 %                 | 4,1 %           | 3,4 %              | 1,9 %        | 0,8 %           | 13,4 % | —           |
| 29 апреля — 11 мая 2014                                             | КМИС                                    | 4,1 %           | 5,9 %            | 1,0 %        | 2,4 %     | 33,7 %       | 4,0 %                 | 2,6 %           | 3,3 %              | 2,1 %        | 0,6 %           | 25,4 % | —           |
| 10 — 14 мая 2014                                                    | «Социополис»                            | 9,5 %           | 17,9 %           | 1,4 %        | 2,5 %     | 28,1 %       | 4,9 %                 | 2,9 %           | 5,4 %              | 2,5 %        | —               | 11,2 % | —           |
| 25 мая 2014 Выборы президента Украины                               | Официальные результаты ЦИК              | 5,2 %           | 12,8 %           | 1,1 %        | 1,5 %     | 54,7 %       | 5,5 %                 | 3,0 %           | 8,3 %              | 1,9 %        | 0,7 %           | —      | —           |

## Экзит-поллы
| Пётр Порошенко    | 55,9 | 57,3 | 55,7 |
| Юлия Тимошенко    | 12,9 | 12,4 | 12,9 |
| Олег Ляшко        | 8,0  | 8,7  | 8,8  |
| Анатолий Гриценко | 6,3  | 6,0  | 6,0  |
| Сергей Тигипко    | 4,7  | 4,4  | 4,6  |
| Михаил Добкин     | 2,1  | 2,3  | 2,7  |
| Вадим Рабинович   | 1,9  | 2,0  | 2,1  |
| Ольга Богомолец   | 1,9  | 1,8  | 2,1  |
| Олег Тягнибок     | 1,3  | 1,5  | 1,3  |
| Пётр Симоненко    | 1,1  | 1,3  | 1,2  |
| Дмитрий Ярош      | 0,9  | —    | 1,1  |
| Андрей Гриненко   | 0,5  | —    | 0,6  |
| Валерий Коновалюк | 0,3  | —    | 0,3  |
| Владимир Саранов  | 0,2  | —    | —    |
| Юрий Бойко        | 0,2  | —    | —    |
| Николай Маломуж   | 0,1  | —    | —    |
| Ренат Кузьмин     | 0,1  | —    | —    |
| Василий Цушко     | 0,1  | —    | —    |
| Василий Куйбида   | 0,0  | —    | —    |

## Результаты
Результаты после обработки ЦИК Украины 100 % всех электронных протоколов (количество проголосовавших — 18 019 456 голосов «ЗА»):
| №  | Кандидат                      | Голосов, чел. | Голосов, % |
| -- | ----------------------------- | ------------- | ---------- |
| 1  | Порошенко, Пётр Алексеевич    | 9 856 911     | 54,70 %    |
| 2  | Тимошенко, Юлия Владимировна  | 2 309 812     | 12,81 %    |
| 3  | Ляшко, Олег Валерьевич        | 1 500 349     | 8,32 %     |
| 4  | Гриценко, Анатолий Степанович | 989 028       | 5,48 %     |
| 5  | Тигипко, Сергей Леонидович    | 943 451       | 5,23 %     |
| 6  | Добкин, Михаил Маркович       | 546 138       | 3,03 %     |
| 7  | Рабинович, Вадим Зиновьевич   | 406 369       | 2,25 %     |
| 8  | Богомолец, Ольга Вадимовна    | 345 386       | 1,90 %     |
| 9  | Симоненко, Пётр Николаевич    | 272 858       | 1,51 %     |
| 10 | Тягнибок, Олег Ярославович    | 210 504       | 1,16 %     |
| 11 | Ярош, Дмитрий Анатольевич     | 127 818       | 0,70 %     |
| 12 | Гриненко, Андрей Валериевич   | 73 277        | 0,40 %     |
| 13 | Коновалюк, Валерий Ильич      | 69 569        | 0,38 %     |
| 14 | Бойко, Юрий Анатольевич       | 35 927        | 0,19 %     |
| 15 | Маломуж, Николай Григорьевич  | 24 040        | 0,13 %     |
| 16 | Кузьмин, Ренат Равельевич     | 18 689        | 0,10 %     |
| 17 | Куйбида, Василий Степанович   | 12 392        | 0,06 %     |
| 18 | Клименко, Александр Иванович  | 10 545        | 0,05 %     |
| 19 | Цушко, Василий Петрович       | 10 440        | 0,05 %     |
| 20 | Саранов, Владимир Георгиевич  | 6 239         | 0,03 %     |
| 21 | Шкиряк, Зорян Несторович      | 5 021         | 0,02 %     |

- Активность избирателей Донецкой области на выборах президента Украины 25 мая 2014 года
- Поддержка Петра Порошенко избирателями Донецкой области на выборах президента Украины 25 мая 2014 года
- Поддержка Сергея Тигипко избирателями Донецкой области на выборах президента Украины 25 мая 2014 года

### Результаты по городам
| Таблица результатов голосования по городам | Таблица результатов голосования по городам | Таблица результатов голосования по городам | Таблица результатов голосования по городам | Таблица результатов голосования по городам | Таблица результатов голосования по городам | Таблица результатов голосования по городам | Таблица результатов голосования по городам | Таблица результатов голосования по городам | Таблица результатов голосования по городам | Таблица результатов голосования по городам | Таблица результатов голосования по городам | Таблица результатов голосования по городам | Таблица результатов голосования по городам | Таблица результатов голосования по городам | Таблица результатов голосования по городам | Таблица результатов голосования по городам | Таблица результатов голосования по городам | Таблица результатов голосования по городам | Таблица результатов голосования по городам | Таблица результатов голосования по городам | Таблица результатов голосования по городам | Таблица результатов голосования по городам |
| Город                                      | Явка                                       | Порошенко                                  | Тимошенко                                  | Тигипко                                    | Гриценко                                   | Рабинович                                  | Ляшко                                      | Добкин                                     | Симоненко                                  | Богомолец                                  | Ярош                                       | Коновалюк                                  | Тягнибок                                   | Гриненко                                   | Бойко                                      | Кузьмин                                    | Маломуж                                    | Куйбида                                    | Клименко                                   | Цушко                                      | Саранов                                    | Шкиряк                                     |
| ------------------------------------------ | ------------------------------------------ | ------------------------------------------ | ------------------------------------------ | ------------------------------------------ | ------------------------------------------ | ------------------------------------------ | ------------------------------------------ | ------------------------------------------ | ------------------------------------------ | ------------------------------------------ | ------------------------------------------ | ------------------------------------------ | ------------------------------------------ | ------------------------------------------ | ------------------------------------------ | ------------------------------------------ | ------------------------------------------ | ------------------------------------------ | ------------------------------------------ | ------------------------------------------ | ------------------------------------------ | ------------------------------------------ |
| Днепродзержинск                            | 51,23 %                                    | 44,43 %                                    | 10,67 %                                    | 8,17 %                                     | 6,99 %                                     | 6,37 %                                     | 5,15 %                                     | 4,59 %                                     | 3,04 %                                     | 2,49 %                                     | 2,12 %                                     | 1,01 %                                     | 0,89 %                                     | 0,50 %                                     | 0,38 %                                     | 0,23 %                                     | 0,17 %                                     | 0,10 %                                     | 0,08 %                                     | 0,07 %                                     | 0,05 %                                     | 0,04 %                                     |
| Днепропетровск                             | 55,78 %                                    | 46,23 %                                    | 12,80 %                                    | 8,21 %                                     | 6,59 %                                     | 5,565 %                                    | 4,78 %                                     | 3,34 %                                     | 2,81 %                                     | 2,64 %                                     | 1,38 %                                     | 1,09 %                                     | 0,87 %                                     | 0,43 %                                     | 0,41 %                                     | 0,23 %                                     | 0,16 %                                     | 0,08 %                                     | 0,08 %                                     | 0,07 %                                     | 0,06 %                                     | 0,04 %                                     |
| Житомир                                    | 66,40 %                                    | 64,10 %                                    | 9,84 %                                     | 6,95 %                                     | 6,20 %                                     | 3,51 %                                     | 1,90 %                                     | 1,69 %                                     | 1,08 %                                     | 1,03 %                                     | 0,77 %                                     | 0,65 %                                     | 0,37 %                                     | 0,26 %                                     | 0,10 %                                     | 0,10 %                                     | 0,07 %                                     | 0,05 %                                     | 0,03 %                                     | 0,02 %                                     | 0,01 %                                     | 0,00 %                                     |
| Запорожье                                  | 54,33 %                                    | 41,27 %                                    | 12,09 %                                    | 9,92 %                                     | 7,70 %                                     | 6,84 %                                     | 4,79 %                                     | 4,21 %                                     | 3,10 %                                     | 3,05 %                                     | 1,37 %                                     | 0,99 %                                     | 0,80 %                                     | 0,53 %                                     | 0,30 %                                     | 0,26 %                                     | 0,17 %                                     | 0,08 %                                     | 0,08 %                                     | 0,07 %                                     | 0,05 %                                     | 0,05 %                                     |
| Кривой Рог                                 | 57,22 %                                    | 47,07 %                                    | 9,21 %                                     | 8,49 %                                     | 7,94 %                                     | 5,14 %                                     | 4,79 %                                     | 4,50 %                                     | 3,34 %                                     | 2,65 %                                     | 1,35 %                                     | 1,04 %                                     | 0,86 %                                     | 0,43 %                                     | 0,32 %                                     | 0,20 %                                     | 0,19 %                                     | 0,08 %                                     | 0,07 %                                     | 0,06 %                                     | 0,06 %                                     | 0,04 %                                     |
| Луцк                                       | 75,63 %                                    | 58,33 %                                    | 13,05 %                                    | 11,13 %                                    | 7,77 %                                     | 2,34 %                                     | 1,96 %                                     | 1,55 %                                     | 0,82 %                                     | 0,64 %                                     | 0,48 %                                     | 0,45 %                                     | 0,33 %                                     | 0,17 %                                     | 0,07 %                                     | 0,05 %                                     | 0,04 %                                     | 0,03 %                                     | 0,02 %                                     | 0,01 %                                     | 0,01 %                                     | 0,01 %                                     |
| Мелитополь                                 | 39,32 %                                    | 36,96 %                                    | 15,98 %                                    | 8,85 %                                     | 8,62 %                                     | 6,07 %                                     | 5,18 %                                     | 4,48 %                                     | 3,39 %                                     | 3,17 %                                     | 1,47 %                                     | 0,65 %                                     | 0,58 %                                     | 0,43 %                                     | 0,37 %                                     | 0,24 %                                     | 0,14 %                                     | 0,10 %                                     | 0,08 %                                     | 0,05 %                                     | 0,04 %                                     | 0,04 %                                     |
| Николаев                                   | 48,59 %                                    | 44,42 %                                    | 16,67 %                                    | 6,46 %                                     | 6,30 %                                     | 4,82 %                                     | 4,25 %                                     | 4,09 %                                     | 3,51 %                                     | 2,99 %                                     | 1,33 %                                     | 0,83 %                                     | 0,75 %                                     | 0,31 %                                     | 0,27 %                                     | 0,22 %                                     | 0,16 %                                     | 0,08 %                                     | 0,07 %                                     | 0,06 %                                     | 0,06 %                                     | 0,04 %                                     |
| Одесса                                     | 47,28 %                                    | 42,91 %                                    | 20,62 %                                    | 6,72 %                                     | 6,02 %                                     | 3,86 %                                     | 3,46 %                                     | 3,08 %                                     | 3,06 %                                     | 2,92 %                                     | 0,99 %                                     | 0,86 %                                     | 0,84 %                                     | 0,48 %                                     | 0,33 %                                     | 0,24 %                                     | 0,21 %                                     | 0,17 %                                     | 0,07 %                                     | 0,06 %                                     | 0,06 %                                     | 0,04 %                                     |
| Харьков                                    | 47,92 %                                    | 36,69 %                                    | 26,25 %                                    | 8,53 %                                     | 7,49 %                                     | 4,70 %                                     | 3,57 %                                     | 3,35 %                                     | 2,24 %                                     | 2,01 %                                     | 0,99 %                                     | 0,70 %                                     | 0,54 %                                     | 0,50 %                                     | 0,20 %                                     | 0,13 %                                     | 0,11 %                                     | 0,06 %                                     | 0,05 %                                     | 0,04 %                                     | 0,03 %                                     | 0,02 %                                     |

## Мнения о выборах
- Виктор Янукович заявил, что власть нелегитимна, и все решения, в том числе о выборах, незаконны. По его мнению, только всеукраинский референдум об определении статуса каждого региона в составе Украины, а не экстренные досрочные выборы президента могут в значительной степени стабилизировать политическую ситуацию и сохранить суверенитет и целостность Украины[191]. 2 апреля Виктор Янукович в ходе интервью российским и иностранным СМИ сказал: «Посмотрите, как, в каких условиях нынешние правители пришли к власти. Никакой законности и конституционности здесь нет и не было. Поэтому легитимность этих выборов остаётся под большим вопросом. О какой демократичности можно говорить, если толпы бандитов с автоматами ходят вокруг Верховной рады и депутаты фактически под давлением принимают законы. Явка и результаты голосования будут вызывать очень большие вопросы»[192].

- 26 мая Виктор Янукович заявил, что уважает выбор, который сделал украинский народ на прошедших в воскресенье выборах президента страны, но для их легитимности необходимо участие юго-востока.

- По мнению Юлии Тимошенко, внеочередные выборы президента 25 мая станут самыми честными за всю историю независимой Украины[194].
- БДИПЧ ОБСЕ в отчёте от 17 апреля отметило, что в избирательное законодательство за последние два месяца были внесены значительные поправки, которые направлены на выполнение рекомендаций этой организации. ЦИК Украины проводит регулярные открытые заседания и пока придерживался всех установленных законодательством сроков. Законодательство в области СМИ обеспечивает надёжную основу для свободы прессы, но ещё сохраняются проблемные вопросы. Например, запрет на вещание российских телеканалов, преследования и ограничения свободы журналистов из государственных и частных СМИ, работающих на востоке страны[195].
- БДИПЧ ОБСЕ в отчёте от 14 мая отметило, что предвыборная кампания проходит в крайне сложной политической обстановке в связи с беспорядками на востоке страны. Были внесены поправки в избирательное законодательство, касающиеся «оккупированных территорий», согласно которым голосование не пройдёт на Крымском полуострове, а жители этой территории для участия в выборах могут зарегистрироваться в других частях страны. ЦИК Украины продолжает эффективную и независимую работу по подготовке выборов. ЦИК сформировала все 213 окружных избирательных комиссий в установленный срок. Однако подготовка к выборам в Луганской и Донецкой областях очень затронута сложной политической ситуацией и ситуацией с безопасностью. Так, ЦИК пришлось закрыть базу данных избирателей в некоторых частях Донецкой и Луганской областей до 11 мая, когда там были проведены непризнанные властями референдумы. Из-за этого около полутора тысяч УИК не получили списки избирателей в установленный законом срок. Свобода СМИ вызывает всё большую обеспокоенность, особенно на востоке страны, где на журналистов оказывается давление. Государственные СМИ распределяют время между кандидатами в соответствии с законом. Большинство представителей национальных меньшинств, опрошенных ОБСЕ, заявили, что не видят препятствий для своего участия в выборах и собираются принять участие в голосовании[196].
- 26 мая объединённая миссия, состоящая из наблюдателей от БДИПЧ ОБСЕ, ПА ОБСЕ, ПАСЕ, ЕП и ПА НАТО, опубликовала предварительное заключение о выборах президента Украины. В нём говорится, что 25 мая была ясно видна решимость властей провести честные выборы, которые прошли в основном в соответствии с международными обязательствами и с соблюдением фундаментальных прав и свобод граждан на большей части территории страны, несмотря на враждебную обстановку в двух восточных регионах и попытки вооружённых групп в них сорвать процесс. Избирательные комиссии работали в целом беспристрастно и коллегиально. Голосование и подсчёт голосов проходили в соответствии с предписанными процедурами, хотя зафиксированы очереди из избирателей на некоторых участках. Избирательное законодательство отвечает стандартам демократических выборов. Множество изменений в него было внесено прямо во время предвыборной кампании, чтобы, с одной стороны, приспособить законодательную базу к изменяющейся ситуации с безопасностью и обеспечить голосование граждан в неспокойных регионах, с другой стороны, чтобы сделать дальнейшие шаги в реформировании избирательной системы. Подсчёт голосов был оценён положительно на 95 % участков, за которыми проводилось наблюдение[197].
- 23 мая в ПАСЕ был представлен доклад доклад швейцарца Андреаса Гросса об итогах работы наблюдательной миссии ассамблеи на президентских выборах. В докладе отмечено «подлинное стремление администрации» провести выборы по демократическим стандартам «в условиях беспорядков и насилия на востоке», успехи в электоральной реформе в соответствии с рекомендациями Венецианской комиссии. В критической части доклада упоминаются случаи запугивания кандидатов, давления на СМИ, а также недостаточная прозрачности процедуры финансирования избирательных кампаний. Также, по мнению Гросса, надо ограничить допустимые расходы на кампанию, так как допустимая сумма для вноса одним спонсором на счет кандидата (€32 тыс.) является слишком высокой, как и требуемая для регистрация кандидата (€178 тыс.). В украинской делегации доклад признали объективным[198].
- Владимир Путин, на проходившем с 22 по 24 мая ПМЭФ, заявил, что «с уважением отнесётся к выбору украинского народа»[199], тем самым признав неконституционные выборы.

## «Странная картинка» с результатами выборов
25 мая в программе «Воскресное время» российский «Первый канал» продемонстрировал, по словам ведущей Ирады Зейналовой «странную картинку, появившуюся на официальном сервере ЦИК Украины», на которой, судя по изображению, якобы содержались результаты подсчёта голосов, согласно которым лидером президентской гонки является Дмитрий Ярош с результатом 37 %. При этом ведущая выпуска новостей заявила, что такие цифры противоречат данным всех опросов и экзит-полов. На тот момент никакие официальные данные о результатах президентских выборов ещё не были опубликованы ЦИК Украины, сообщил в прямом эфире корреспондент «Первого канала», освещающий в Киеве работу украинской ЦИК. 26 мая «Первый канал» в своем информационном выпуске вновь вернулся к теме «странной картинки» с необъяснимыми «результатами» выборов: ведущий выпуска новостей заявил, что появившиеся на небольшое время на официальном сервере ЦИК «результаты» не только противоречат официальным результатам выборов, публикуемым ЦИК Украины, экзит-поллам и предвыборным опросам, но и не могли в принципе иметь места, так как «странная картинка» появилась ещё до того, как началась обработка результатов голосования.

### Версия национального информационного агентства Украины
Агентство Укринформ сообщило, что объявление Яроша победителем является спланированной операцией по дискредитации выборов, которая осуществлялась с помощью компьютерного вируса, который был обезврежен СБУ совместно с Госспецсвязью и украинскими IT−специалистами за 40 минут до выхода выпуска новостей в эфир. Вирус должен был продемонстрировать «победу» Яроша. В действительности, по предварительным данным, Ярош набрал около 0,7 % голосов.